# Basler Taschenbuch
Das Basler Taschenbuch ist eine von 1850 bis 1864 erschienene Zeitschrift mit Beiträgen zur Geschichte von Stadt und Land Basel.

## Geschichte
Auf Initiative des Basler Verlags Schweighauser übernahm 1849 Wilhelm Theodor Streuber die Redaktion eines Almanach. Man strebte eine zeitgemässe Nachfolgepublikation für die 1826 bis 1832 von Markus Lutz herausgegebene Zeitschrift Rauracis an. Das erste Taschenbuch erschien auf das Jahr 1850. Für das Jahr 1854 wurde kein Jahresband publiziert, so dass der 5. Jahrgang als Basler Taschenbuch auf die Jahre 1854 und 1855 erschien. Nachdem Streuber im Oktober 1857 verstorben war, kam das Basler Taschenbuch auf das Jahr 1858 posthum noch unter seinem Namen heraus.
Die vom Verlag bei dieser Gelegenheit angekündigte ununterbrochene Fortführung der Publikation gelang nicht. Erst nach einem Unterbruch von vier Jahren wurde das Basler Taschenbuch auf das Jahr 1862 mit Daniel Albert Fechter als neuem Herausgeber als „Zehnter Jahrgang“ mit dem grundsätzlich beibehaltenen Konzept veröffentlicht, wobei der ausgefallene Jahrgang 1854 mitgezählt wurde. Nach Erscheinen der Bände für 1863 und 1864 stellte der Verlag die Publikation mit dem nominal „Zwölften Jahrgang“ ein.
Das 1879 vom Historiker Heinrich Boos gegründete und im Verlag von C. Detloffs Buchhandlung publizierte Basler Jahrbuch war als Nachfolger des Basler Taschenbuchs konzipiert.

## Verfügbarkeit und Erschliessung
Alle Bände des Basler Taschenbuchs stehen als Digitalisate zur Verfügung – der Nachweis der Digitalisate und die Inhaltsverzeichnisse sind auf Wikisource zu finden.